# Ԭ (слово ћирилице)
Ԭ ԭ (Ԭ ԭ; курзив: Ԭ ԭ) је слово ћириличног писма. Зове се Дч. Облик слова је настао као лигатура ћириличких слова Д (Д д) и Ч (Ч ч).
Ԭ се користило у старом правопису комског језика.
Ово слово представља звучну алвеоло-палаталну африкату /d͡ʑ/. Може се романизовати као ⟨đ⟩.
У североисточној европској Русији је коришћен у комском језику.

## Рачунарски кодови
| Знак                      | Ԭ                            | Ԭ                            | ԭ                          | ԭ                          |
| ------------------------- | ---------------------------- | ---------------------------- | -------------------------- | -------------------------- |
| Назив у Уникоду           | CYRILLIC CAPITAL LETTER DCHE | CYRILLIC CAPITAL LETTER DCHE | CYRILLIC SMALL LETTER DCHE | CYRILLIC SMALL LETTER DCHE |
| Врста кодирања            | децимална                    | хексадецимална               | децимална                  | хексадецимална             |
| Уникод                    | 1324                         | U+052C                       | 1325                       | U+052D                     |
| UTF-8                     | 212 172                      | D4 AC                        | 212 173                    | D4 AD                      |
| Нумеричка референца знака | &#1324;                      | &#x52C;                      | &#1325;                    | &#x52D;                    |